# 代表投票
代表投票（Proxy voting）是一種投票制度，其中他或她的投票權的代表，能夠在沒有投票決策機構的成員可以授權。代表可以是同一機構的另一名選舉權人，也可以是一名外部成員。如此被指定的外部人員會被稱為外部代理人，指定他或她的人則會被稱為委託人。